# Eupogonius pauper
Eupogonius pauper är en skalbaggsart som beskrevs av Leconte 1852. Eupogonius pauper ingår i släktet Eupogonius och familjen långhorningar. Inga underarter finns listade i Catalogue of Life.